# Gerhard Pfeiffer (Schachspieler)
Gerhard Pfeiffer (* 14. Juni 1923 in Leipzig; † 27. Juni 2000 in Hamburg) war ein deutscher Schachspieler.

## Schachspieler
Der aus Leipzig stammende Pfeiffer erlernte das Schachspiel im Alter von elf Jahren von seinem Vater. Bereits während des Zweiten Weltkrieges galt er als hervorragender Spieler und Nachwuchshoffnung. Bis Ende der 1950er Jahre gehörte er dann zu den stärksten deutschen Schachmeistern.
Seinen ersten größeren Erfolg erreichte Pfeiffer 1941 mit dem geteilten fünften bis siebten Platz bei der Meisterschaft von Deutschland in Bad Oeynhausen. Den jahrelangen Aufenthalt in Berlin krönte er 1949 mit dem Gewinn der Stadtmeisterschaft vor Heinz Lehmann, Berthold Koch und Kurt Richter. Im gleichen Jahr zog Pfeiffer nach Hamburg, wo er ein Jahr später ebenfalls die Stadtmeisterschaft gewann. Mit der Hamburger Schachgesellschaft wurde er 1950, mit dem Hamburger SK 1956 und 1958 Deutscher Mannschaftsmeister.
Zwischen 1941 und 1961 nahm er an acht westdeutschen Einzelmeisterschaften und an einigen Meisterschaften der Sowjetischen Besatzungszone teil. Seine größten Erfolge waren die zweiten Plätze bei der Meisterschaft der Sowjetischen Besatzungszone 1947 (Titel-Stichkampf gegen Lothar Schmid verloren) und in Düsseldorf bei der Gesamtdeutschen Meisterschaft 1951, die Rudolf Teschner gewann. Aber auch bei seinen übrigen Meisterschaftsteilnahmen landete er meist im oberen Tabellendrittel. Auch in internationalen Turnieren schnitt er erfolgreich ab, so dass er 1957 zum Internationalen Meister ernannt wurde. So wurde er 1951 beim Dortmunder Turnier, das O’Kelly de Galway gewann, Vierter hinter Borislav Milić und Andrija Fuderer.
Von 1950 bis 1960 vertrat er die Bundesrepublik Deutschland auf allen sechs Schacholympiaden. Am erfolgreichsten war er 1950, als er sowohl mit der Mannschaft als auch in der Einzelwertung am dritten Brett den dritten Platz belegte. An der Mannschaftseuropameisterschaft nahm Pfeiffer 1957 und 1961 teil.
Nach 1961 zog sich Pfeiffer vom Turnierschach zurück und verlegte sich stattdessen auf die Schachkomposition, wobei er sich auf Märchenschachaufgaben spezialisierte.
Seine beste historische Elo-Zahl betrug 2597 im Januar 1952.

## Schachkomposition
Pfeiffer kam Ende 1983 zum Hamburger Problemkreis und machte dort u. a. die Bekanntschaft mit Kurt Bacmeister und Hans Klüver. Bereits zuvor hatte er in Die Welt und stern Schachaufgaben veröffentlicht. In Hamburg lernte er Elemente des Märchenschachs kennen und beherrschte innerhalb kurzer Zeit verschiedene Bedingungen und Figuren. Er publizierte seine Kompositionen auf diesem Gebiet in der Zeitschrift Rochade.
Das Gesamtwerk von Pfeiffer umfasst ungefähr 550 Aufgaben, davon ließ er bis zu seinem Tode nur etwa zehn Prozent publizieren. Unter den posthum 2001 im Gedenkbuch an Gerhard Pfeiffer veröffentlichten 250 seiner besten Kompositionen befinden sich zahlreiche Urdrucke.